# Festival de la Cançó d'Eurovisió 1959
El Festival de la Cançó d'Eurovisió 1959 fou la quarta edició d'aquest esdeveniment musical. Tingué lloc el dimecres 11 de març de 1959 a Canes (França), després que aquest país guanyés l'edició de l'any anterior. El país guanyador va ser Països Baixos amb la cançó "Een beetje", interpretada per Teddy Scholten, composta per Dick Schallies i lletra de Willy van Hemert. Aquesta victòria representà el segon triomf dels Països Baixos al Festival, i la primera vegada que un país guanyava dos cops. Willy van Hemert també va ser el lletrista de "Net als toen", que va guanyar l'edició de 1957. Van Hemert esdevingué així la primera persona en guanyar dos cops en el Festival.

## Seu

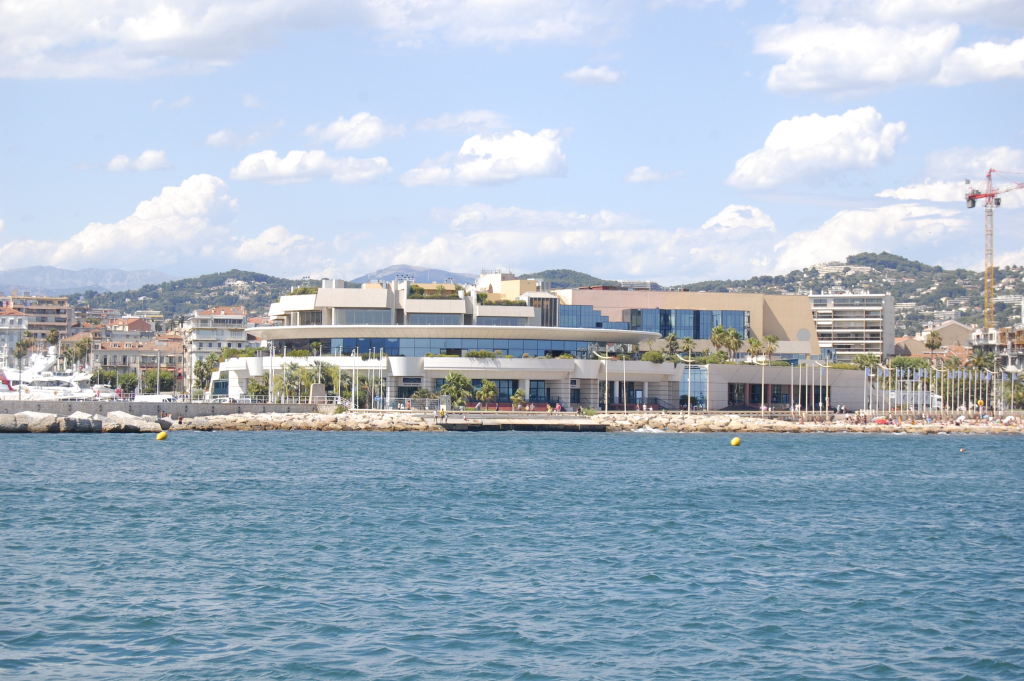
Palais des Festivals et des Congrès de Canes, França - Seu on se celebrà el Festival de la Cançó d'Eurovisió 1959

L'esdeveniment va tenir lloc a Canes (França), amb seu al Palais des Festivals et des Congrès, després que França es guanyés el dret a organitzar aquesta edició del Festival en imposar-se a l'edició anterior amb la cançó "Dors, mon amour" interpretada per André Claveau. Canes, una ciutat localitzada a la Riviera Francesa, és una destinació turística coneguda arreu per organitzar anualment el Festival Internacional de Cinema de Canes, també amb seu al Palais des Festivals et des Congrès. L'edifici original es construí l'any 1949, i estava situat al passeig Promenade de la Croisette, a l'actual localització de l'hotel JW Marriott Cannes.

## Format
En aquesta edició del Festival s'establí una nova norma: entre els membres dels jurats nacionals no hi podia haver ni editors ni compositors professionals. Per primera i única vegada a la història, dues cançons no guanyadores van repetir la seva actuació al final de l'espectacle, Regne Unit i França, juntament amb la guanyadora, Països Baixos.

## Països participants

Països participants
Països que van participar anteriorment, però no en aquesta edició

Luxemburg es va retirar del concurs per primer cop. Regne Unit hi va tornar després de la seva absència a l'edició anterior, i finalitzà en segon lloc per primer cop. Mònaco va debutar en la competició, però va acabar últim.

### Directors
Cada actuació tingué un director d'orquestra.
- França - Franck Pourcel
- Dinamarca - Kai Mortensen
- Itàlia - William Galassini
- Mònaco - Franck Pourcel
- Països Baixos - Dolf van der Linden
- Alemanya Occidental - Franck Pourcel
- Suècia - Franck Pourcel
- Suïssa - Franck Pourcel
- Àustria - Franck Pourcel
- Regne Unit - Eric Robinson
- Bèlgica - Francis Bay

### Artistes reincorporats
Dos artistes participants en anteriors edicions del festival van tornar el 1959: Birthe Wilke, que també va representar Dinamarca el 1957; i Domenico Modugno, que va participar per Itàlia el 1958.

## Resultats
| Ordre | País                | Idioma     | Artista                    | Cançó                                 | Traducció al català             | Posició | Punts |
| ----- | ------------------- | ---------- | -------------------------- | ------------------------------------- | ------------------------------- | ------- | ----- |
| 01    | França              | Francès    | Jean Philippe              | "Oui, oui, oui, oui"                  | Sí, sí, sí, sí                  | 3       | 15    |
| 02    | Dinamarca           | Danès      | Birthe Wilke               | "Uh, jeg ville ønske jeg var dig"     | Oh, tant de bo jo fos tu        | 5       | 12    |
| 03    | Itàlia              | Itàlia     | Domenico Modugno           | "Piove (Ciao, ciao bambina)"          | Plou (Adéu, nena)               | 6       | 9     |
| 04    | Mònaco              | Francès    | Jacques Pills              | "Mon ami Pierrot"                     | El meu amic Pierrot             | 11      | 1     |
| 05    | Països Baixos       | Neerlandès | Teddy Scholten             | "Een beetje"                          | Una mica                        | 1       | 21    |
| 06    | Alemanya Occidental | Alemany    | Alice i Ellen Kessler      | "Heute Abend wollen wir tanzen geh'n" | Aquesta nit volem anar a ballar | 8       | 5     |
| 07    | Suècia              | Suec       | Brita Borg                 | "Augustin"                            | –                               | 9       | 4     |
| 08    | Suïssa              | Alemany    | Christa Williams           | "Irgendwoher"                         | Des d'algun lloc                | 4       | 14    |
| 09    | Àustria             | Alemany    | Ferry Graf                 | "Der K und K Kalypso aus Wien"        | El calypso K i K de Viena       | 9       | 4     |
| 10    | Regne Unit          | Anglès     | Pearl Carr i Teddy Johnson | "Sing, Little Birdie"                 | Canta, Ocellet                  | 2       | 16    |
| 11    | Bèlgica             | Neerlandès | Bob Benny                  | "Hou toch van mij"                    | Estima'm, si us plau            | 6       | 9     |

## Puntuacions
|                                                  |               | Votacions | Votacions | Votacions | Votacions | Votacions | Votacions | Votacions | Votacions | Votacions | Votacions | Votacions | Votacions |
| Total                                            | FRA           | DEN       | ITA       | Mònaco    | NED       | GER       | SWE       | SUI       | AUT       | GBR       | BEL       |           |           |
| ------------------------------------------------ | ------------- | --------- | --------- | --------- | --------- | --------- | --------- | --------- | --------- | --------- | --------- | --------- | --------- |
| Participants                                     | França        | 15        |           | 4         | 1         | 2         |           | 4         |           | 1         | 1         |           | 2         |
| Participants                                     | Dinamarca     | 12        |           |           | 1         | 1         | 1         |           | 4         | 1         | 2         | 2         |           |
| Participants                                     | Itàlia        | 9         | 3         |           |           | 1         |           |           | 1         | 3         |           |           | 1         |
| Participants                                     | Mònaco        | 1         |           |           |           |           |           |           |           |           | 1         |           |           |
| Participants                                     | Països Baixos | 21        | 4         |           | 7         | 1         |           | 2         |           |           | 3         | 1         | 3         |
| Participants                                     | Alemanya      | 5         | 2         |           | 1         |           |           |           |           | 1         |           |           | 1         |
| Participants                                     | Suècia        | 4         |           | 1         |           |           | 3         |           |           |           |           |           |           |
| Participants                                     | Suïssa        | 14        |           | 2         |           | 1         |           | 1         | 3         |           | 1         | 5         | 1         |
| Participants                                     | Àustria       | 4         |           |           |           | 1         |           |           | 2         | 1         |           |           |           |
| Participants                                     | Regne Unit    | 16        | 1         | 1         |           | 2         | 5         |           |           | 3         | 2         |           | 2         |
| Participants                                     | Bèlgica       | 9         |           | 2         |           | 1         | 1         | 3         |           |           |           | 2         |           |
| La taula està ordenada per ordre de participació |               |           |           |           |           |           |           |           |           |           |           |           |           |

## Cobertura internacional i votacions
La següent taula mostra l'ordre en què es van atribuir els vots durant el concurs de 1959, juntament amb el portaveu responsable d'anunciar els vots pel seu país respectiu. Cada emissora nacional va enviar també un comentarista al concurs, per tal de donar cobertura al desenvolupament del concurs en el seu propi idioma. A continuació es detallen els comentaristes i l'emissora que representaven.

### Votacions i portaveus
1. Bèlgica - Bert Leysen
2. Regne Unit - Pete Murray
3. Àustria - Karl Bruck
4. Suïssa - Boris Acquadro
5. Suècia - Roland Eiworth
6. Alemanya Occidental -
7. Països Baixos - Siebe van der Zee[5]
8. Mònaco -
9. Itàlia - Enzo Tortora
10. Dinamarca - Bent Henius
11. França - Marianne Lecène

### Comentaristes
- Àustria - Elena Gerhard (ORF)
- Bèlgica - Nic Bal (NIR), Paule Herreman (INR)
- Dinamarca - Sejr Volmer-Sørensen (DR TV)
- França - Claude Darget (RTF)
- Alemanya Occidental - Elena Gerhard (Deutsches Fernsehen)
- Itàlia - Bianca Maria Piccinino (Programma Nazionale)
- Luxemburg - Claude Darget (Télé-Luxembourg)
- Mònaco - Claude Darget (Télé Monte Carlo)
- Països Baixos - Piet te Nuyl[6] (NTS)
- Suècia - Jan Gabrielsson[7] (Sveriges Radio-TV
SR P1)
- Suïssa - Theodor Haller (TV DRS), Claude Darget (TSR)
- Regne Unit - Tom Sloan (BBC Television Service), Pete Murray (BBC Light Programme)